# Instituto para o Desenvolvimento de Energias Alternativas e da Auto Sustentabilidade
O Instituto para o Desenvolvimento de Energias Alternativas e da Auto Sustentabilidade (IDEAAS) é uma organização não governamental sem fins lucrativos de Porto Alegre fundada em maio de 1997, com o objetivo levar energia renovável para comunidades menos favorecidas por todo território brasileiro.
A ONG foi criada por Fabio Rosa , engenheiro agrônomo de Rio Grande do Sul, como consequência de um trabalho que já havia sido iniciado desde 1983, onde buscava levar energia para comunidades carentes. Tal projeto passou por duas fases, onde primeiro precisaram desenvolver técnicas e redes de energia com baixo custo, que acabou traçando as diretrizes do programa Luz para Todos do governo Lula; e consequentemente como segunda fase, a implantação de tais redes elétricas de baixo custo em áreas isoladas que ainda não possuíam acesso a tal energia. 
Em 1997, como consequência de tal projeto, surgiu a IDEAAS como forma de oficializar tal trabalho, criando projetos e ações com foco na distribuição de energia para todos.
Mesmo com a IDEAAS só sendo criada em 1997, Fabio Rosa obteve reconhecimento por seus trabalhos no programa de empreendedores sociais da Ashoka, em 1989

## Projetos

### Luz Agora
O projeto procura implantar sistemas de energia renovável em comunidades mais necessitadas através de uma geração descentralizada, sistema de energia solar e de foto voltagem , além de manter o auxilio e acompanhamento de tais famílias beneficiadas. 
A IDEAAS utilizou painéis solares fotovoltaicos isolados em comunidades de baixa renda pelo país, contando com 40 no município de Encruzilhada do Sul, 20 em São José do Norte e um projeto experimental em Osório (Rio Grande do Sul). Tal projeto também possui desenvolvimento no estado do Pará. 

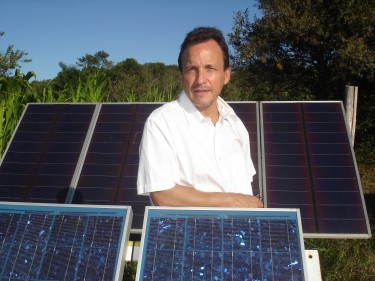
Fabio Rosa, fundador e Diretor Executivo da ONG IDEAAS.

### Alegrias Renováveis
A IDEAAS promove tal projeto como um incentivador na educação ambiental de crianças e adolescentes pelo país. Conscientizar sobre a conservação de energias renováveis e mostrando a insuficiência energética com uma linguagem de fácil entendimento para a faixa etária. O projeto possui parceria da
Agência dos Estados Unidos para o Desenvolvimento Internacional, da Reeep (Renewable Energy & Energy Efficiency Parthership), da GVP Internacional e da prefeitura de Santo Antônio da Patrulha. 

### Projeto Farol do Sol
O projeto iniciado em 2007, foca na substituição de energia a gás usada nas lamparinas dos pescadores de camarão da região Sul do Brasil, por uma energia solar. Foi elaborado como uma forma de diminuir a queima de combustível fóssil, impactando 40.800 toneladas de CO² por ano apenas no período de safra em territórios do extremo sul do Rio Grande do Sul, além de garantir um maior bem estar e geração de renda nas comunidades de Tavares (Rio Grande do Sul), São José do Norte e Rio Grande (Rio Grande do Sul). 

## Atuações no Exterior

África Oriental

A IDEAAS hoje atua também fora do país, auxiliando e provendo energia a um campo de refugiados de aproximadamente 60 mil pessoas na cidade de Kakuma, presente na África Oriental, mais especificamente na tríplice fronteira entre Quênia, Sudão e Uganda. O projeto conta com a ajuda do Alto Comissariado das Nações Unidas para os Refugiados e promove a mudança da energia a diesel por uma energia rentável, com intenção de diminuir gastos na região e aumentar o alcance de tal energia. 

## Visão de Futuro
Fabio Rosa tem como planos para o futuro da IDEAAS o desenvolvimento de atuação também em áreas urbanas, como uma forma de popularizar esta forma de energia rentável que beneficia a quem usa não apenas por ser mais barato mas por não causar tantos danos ao meio ambiente, já que se trata de uma energia vinda da própria natureza.
Há também o plano de expandir a área de atuação não apenas pelo território nacional, mas por toda a America Latina. O continente africano também está incluso em tal projeto, onde além da cidade de Kakuma a qual já está sendo trabalhada, busca-se um aumento no trabalho de levar energias rentáveis a esses locais.

## Premiações e Reconhecimentos
- Reconhecimento como membro da Ashoka em 1989 [12]
- CSTS Tech Award em 2001 [13]
- Reconhecimento como membro da Schwab Foundation no Fórum Econômico Mundial em 2002 [14]
- Fast Company Magazine Fast 50 Award em 2004
- World Technology Network Social Entrepreneur Award em 2004 [13]
- Schwab/Lemelson Leapfrog Fund Award em 2006 e 2008
- Itaú Eco-change prize em 2008 [15]
- IADB and GTZ Global Village Energy Partnership Award em 2009
- FIES Itaú Social Excellence Prize em 2009[16]